# Metapolybia aztecoides
Metapolybia aztecoides är en getingart som beskrevs av Richards 1978. Metapolybia aztecoides ingår i släktet Metapolybia och familjen getingar. Inga underarter finns listade i Catalogue of Life.